# Tsuzuki-ku (Yokohama)
Tsuzuki-ku (都筑区?) es uno de los 18 distritos administrativos que conforman la ciudad de Yokohama, la capital de la prefectura de Kanagawa, Japón. Tenía una población estimada de 213 167 habitantes el 1 de septiembre de 2020 y una densidad de población de 7649 personas por km².

## Geografía
Tsuzuki-ku está localizado en la parte oriental de la prefectura de Kanagawa, al norte del centro geográfico de la ciudad de Yokohama. Limita con los barrios de Kōhoku-ku, Midori-ku y Aoba-ku, así como con la ciudad de Kawasaki.

## Demografía
Según los datos del censo japonés, la población de Tsuzuki-ku ha crecido fuertemente en los últimos 20 años.
| 116,776                                    | 155,092 | 179,008 | 201,271 | 211,751 | 211,383 | 212,437 |
| (Fuente: Oficina de Estadísticas de Japón) |         |         |         |         |         |         |